# Florent Sinama Pongolle
Florent Stéphane Sinama Pongolle (Saint-Pierre, Réunion, 1984. október 20. –) francia labdarúgó.

## Pályafutása

### Klubokban
A szélsőt játszó Pongolle-t (unokatestvére, a középpályás Anthony Le Tallec társaságában) 2001-ben leigazolta a Liverpool a Le Havre-tól, miután mindketten kiváló játékot mutattak az U16-os és a 2001-es U17-es labdarúgó-világbajnokságon. Az U17-es tornát Franciaország nyerte, és a torna legjobb játékosa Pongolle lett. A liverpooli szerződés ellenére mindketten maradtak a Le Havre-nál, kölcsönben, két évre. A Liverpoolba való tényleges megérkezése után néha játszott a csapatban. A 2004–05-ös UEFA-bajnokok ligájában az Olimpiakosz ellen lépett pályára 2004. december 8-án. A mérkőzésen görögök szerezték meg a vezetést, de Pongolle kiegyenlített, és végül a Liverpool győzött 3–1-re. Csapata a döntőig jutott, ahol azonban kimaradt a csapatból. Ugyancsak az ő egyenlítő gólja után szerezte meg a győzelmet a Liverpool a 2005–06-os FA-kupában (amit végül meg is nyertek) a Luton Town ellen. Ugyanebben a szezonban a bajnokok ligájában a Betis ellen szerzett emlékezetes gólt a mérkőzés második percében. 2006 januárjában kölcsönadták Pongolle-t a Blackburn Rovers-nek, ahol az idény végéig maradt, és ezalatt egy gólt szerzett a Tottenham ellen.
2006. augusztus 30-án két évre aláírt a spanyol Recreativóhoz. 2007 májusában megerősítették a szerződést, és azt meghosszabbították 2011-ig, 4 millió euróért. Ő volt csapata legjobb góllövője (két szezon alatt 22 találattal), ezért az Atletico Madrid meg akarta szerezni, és négyéves szerződést kínált számára. A 10 millió eurós kontraktust 2008. július 3-án írták alá. Az első öt mérkőzésén négy gólt szerzett, és Maxi Rodríguez csapatkapitány szerint komoly része volt abban, hogy a csapat ismét a negyedik helyen tudott végezni a bajnokságban.
A következő szezonban egy csereüzlet nyomán a portugál Sportinghoz került 6,5 (7,5) millió euróért. Új csapatában az első gólját (meg egy öngólt is) 2010. március 26-án szerezte a Marítimo ellen. Az idény végén kölcsönadták előbb a Zaragozának, majd a következő szezonban a Saint-Étienne-nek. A Sportinggal kötött szerződést 2012. augusztus 30-án mondták fel, és ezután Oroszországba, az FK Rosztovhoz szerződött.

### A válogatottban
Pongolle az U16-os és U17-es sikerek után 2002. augusztus 21-én mutatkozott be az U21-es francia válogatottban, és részt vett a 2006-os U21-es labdarúgó-Európa-bajnokságon is. Négy évet töltött el ebben a kategóriában, és 37 mérkőzésen 11 gólt szerzett. A nagyválogatottba 2008-ban hívták meg, és október 14-én a Tunézia ellen 3–1 arányban megnyert mérkőzésen játszott. Azóta nem hívták be újra a válogatott keretbe (2013 márciusáig).

## Fordítás
- Ez a szócikk részben vagy egészben  a   Florent Sinama Pongolle című angol Wikipédia-szócikk ezen változatának fordításán alapul.  Az eredeti cikk szerkesztőit annak laptörténete sorolja fel. Ez a jelzés csupán a megfogalmazás eredetét és a szerzői jogokat jelzi, nem szolgál a cikkben szereplő információk forrásmegjelöléseként.